# Západni (Uspénskoye, Krasnodar)
Západni (en ruso: Западный) es un jútor del raión de Uspénskoye del krai de Krasnodar, en el sur de Rusia. Está situado en la orilla derecha del río Kubán, 6 km al noroeste de Uspénskoye y 185 km al este de Krasnodar, la capital del krai. Tenía 225 habitantes en 2010.
Pertenece al municipio Ubézhenskoye.